# 2009 à Madagascar
Chronologie de l'Afrique
2007 à Madagascar - 2008 à Madagascar - 2009 à Madagascar - 2010 à Madagascar - 2011 à Madagascar
2007 par pays en Afrique - 2008 par pays en Afrique - 2009 par pays en Afrique - 2010 par pays en Afrique - 2011 par pays en Afrique

Cet article présente les faits marquants de l'année 2009 à Madagascar.

## Chronologie

### Janvier 2009

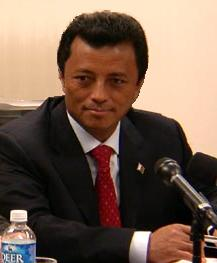
Marc Ravalomanana
(2005)

- 17 janvier 2009 : à la suite de la décision de fermeture, le 15 décembre dernier par le gouvernement de la chaîne de télévision privée Viva, propriété d'Andry Rajoelina, le maire de la capitale Antananarivo, un grand meeting politique se déroule à Tananarive en présence de quelque 30 000 personnes, lors de l'inauguration d'une « place de la Démocratie ». Le soir même, les forces de l'ordre démantèlent l'émetteur de Viva. Andry Rajoelina appelle alors à un nouveau rassemblement de protestation samedi prochain et envoie des « ultimatums » à deux ministres, exigeant leur démission et menaçant de faire expulser la propre télévision du chef de l'État, MBS, installée sur un terrain communal[1].

- 25 janvier 2009 : le président Marc Ravalomanana affirme vouloir « rétablir l'ordre » et « sauvegarder la République » à Madagascar. Dès le lendemain, des témoins font état d'une plus forte présence de forces de l'ordre.

- 26 janvier 2009 : plusieurs milliers de partisans du maire d'Antananarivo se sont rassemblés dans le centre de la capitale malgache après l'appel lancé par le maire à une « grève générale » à compter de lundi contre le régime du président Marc Ravalomanana. D'autres partisans d'Andry Rajoelina ont érigé des barrages routiers, paralysant la circulation dans d'autres quartiers de la ville, alors que les locaux de la radio nationale malgache sont saccagés et les bâtiments incendiés. Des affrontements ont aussi lieu devant la télévision privée du président Ravalomanana lors desquels il y a eu deux morts, un policier et un manifestant de 14 ans. La foule en colère a mis le feu à l'immeuble de la radio-télévision d'État et pillé plusieurs magasins liés à l'empire commercial du président pendant la nuit.

- 27 janvier 2009 :

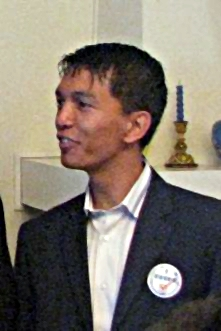
Andry Rajoelina
(novembre 2008)

  - À la suite de la mort d'un manifestant la veille, le maire d'Antananarivo, Andry Rajoelina, devenu le principal opposant du président malgache, annoncent qu'il suspend avec effet immédiat les manifestations contre le régime, lors d'une intervention à l'antenne d'une radio malgache estimant qu'« il faut d'abord juger le militaire qui a tué un de mes partisans […] J'ai accepté de discuter avec le président Ravalomanana en présence d'ambassadeurs de pays qui apportent un soutien financier à Madagascar […] Restez calme car ce sont les autres qui profitent du désordre ».
  - Un journaliste malgache, Fano Rakotondrazaka, affirme que les violences dans les rues se sont soldées par onze morts. 25 corps carbonisés ont été découverts dans un grand magasin de la capitale. Une mutinerie éclate dans la prison d'Antananarivo réprimée par les forces de l'ordre faisant un tué et dix blessés parmi les prisonniers et trois blessés parmi les policiers.

- 28 janvier 2009 :
  - Le président Marc Ravalomanana qui a visité dans la matinée les locaux de la radio nationale malgache, incendiés par des émeutiers lundi en marge d'un rassemblement contre le régime appelé par le maire d'Antananarivo, Andry Rajoelina, l'accuse d'être « l'initiateur des troubles » qui ont fait au moins 34 morts depuis lundi dans la capitale : « C'est moi qui ai donné l'ordre aux militaires de ne pas intervenir. Il faut bien gérer la crise, sinon cela aurait été un bain de sang » sans l'intervention des forces de l'ordre contre les émeutiers et les pillards. « La priorité pour moi actuellement, c'est de réhabiliter tout ce qui a été détruit »[2].
  - Selon le secrétaire d'État français à la Coopération et à la francophonie, Alain Joyandet, plus de 80 personnes ont été tuées depuis lundi à Madagascar, dont 23 dans des villes de province, lors d'émeutes et de pillages liées aux manifestations appelées par le maire de la capitale contre le régime. Le rassemblement du jour s'est déroulé dans le calme.

- 29 janvier 2009 : Le maire d'Antananarivo, Andry Rajoelina, à la tête du mouvement de contestation du régime en place du président Marc Ravalomanana, affirme lors d'une interview vouloir prendre la tête d'une « transition démocratique » : « Je veux être à la tête de cette transition démocratique. C'est le souhait de la population. Il faut du sang neuf, une nouvelle vision […] Beaucoup de gens rêvent aujourd'hui, essaient de trouver d'autres solutions. La population voit l'avenir en un jeune en qui ils ont confiance, et pas avec d'autres personnes. Il s'appelle "Andry TGV" bien évidemment » — TGV (train à grande vitesse) est le surnom donné par ses partisans TGV à Andry Rajoelina pour son caractère fonceur.

- 30 janvier 2009 :
  - Le maire d'Antananarivo, Andry Rajoelina, déclare : « Puisque le président et le gouvernement n'ont pas pris leurs responsabilités, je proclame que je vais gérer toutes les affaires nationales à partir d'aujourd'hui […] Je fais appel à la banque centrale pour qu'elle ne délivre plus d'argent au gouvernement. Je demande à tous les ministères de fermer à partir de lundi. J'appelle les forces de l'ordre à nous rejoindre. À présent, je vais donner les ordres »
  - Le président Marc Ravalomanana déclare « Je reste président de ce pays et je fais le nécessaire pour développer ce pays ». Interrogé sur d'éventuelles poursuites envisagées contre le maire de la capitale après ses déclarations, il déclare : « Ici à Madagascar, nous avons un ministère de la Justice et aussi une Haute cour constitutionnelle et je crois qu'ils vont prendre leurs responsabilités […] Il faut mettre en place la sécurité et respecter la loi ». Il appelle la population malgache à aller travailler normalement lundi.

- 31 janvier 2009 :
  - Quelque deux mille manifestants se sont réunis tôt le matin, en protestation contre le régime malgache, sur la place du 13 mai, haut lieu de la contestation malgache située au milieu de l'avenue de l'Indépendance dans la capitale Antananarivo. Vers 9h00, des gendarmes ont essuyé des jets de pierres et se sont repliés.
  - Andry Rajoelina se proclame chargé des affaires de l'île, devant plusieurs dizaines de milliers de partisans, pour remplacer le président Marc Ravalomanana dont il réclame la destitution devant le Parlement[3]. L'annonce d'Andry Rajoelina a été précédée d'un véritable réquisitoire contre le chef de l'État, avec l'énumération des « violations de la Constitution » dont il se serait rendu coupable. Une réponse à la communauté internationale qui en appelle au respect de l'ordre constitutionnel : « Les bailleurs de fonds, les évêques, tout le monde nous dit : "respectez la Constitution". Nous sommes d'accord. Nous allons donc proclamer ici les délits du président et du gouvernement au regard de la Constitution »[4].
  - Le président de la Commission de l'Union africaine, Jean Ping déclare que « tout changement anticonstitutionnel à Madagascar sera condamné ».

### Février 2009
- 2 février 2009 : le maire d'Antananarivo, Andry Rajoelina, qui s'est publiquement proclamé samedi chargé des affaires nationales du pays en lieu et place de l'actuel président, a fait déposer une demande de destitution du président malgache Marc Ravalomanana devant la Haute Cour constitutionnelle. Il appelle la communauté internationale à ne « pas se rendre complice d'un régime qui a bafoué la Constitution ». Il annonce être « en train de mettre en place la structure de la transition » et qu'il allait faire une tournée en province « dans quelques jours ».

- 3 février 2009 : Le ministère de l'Intérieur prononce la destitution d'Andry Rajoelina de son poste de maire d'Antananarivo. Il est remplacé par un administrateur provisoire, Guy Randrianarisoa,  proche du pouvoir,  officiellement appelé « président de délégation spéciale ». Le motif officiel de cette destitution serait, selon la préfecture, « des manquements dans la conduite de la mission de la commune, par exemple en ce qui concerne la gestion des ordures ». Le nouveau maire de la ville a été conseiller du maire destitué après son élection en 2007 avant de claquer la porte[5].

- 4 février 2009 :
  - Manifestation d'environ 1 500 partisans d'Andry Rajoelina qui vient d'être destitué de sa fonction de maire de la capitale. Il refuse de reconnaître sa destitution par le gouvernement, estimant qu'il s'agissait d'une « insulte au peuple malgache […] on n'acceptera jamais l'installation du "président de délégation spéciale" ».
  - La Haute Cour constitutionnelle de Madagascar se déclare incompétente pour examiner la procédure de déchéance déposée par Andry Rajoelina à l'encontre du président pour violation de la Constitution : « La compétence de la HCC se limite à la constatation de la vacance de la présidence après la mise en accusation par les deux assemblées parlementaires et le prononcé de la déchéance par la Haute Cour de justice […] En conséquence, en l'état actuel, la demande de déchéance du président de la République ou de son départ immédiat de ses fonctions ne sauraient être régulièrement examinés par notre juridiction »[6],[7].

- 7 février 2009 : Le maire déchu d'Antananarivo, Andry Rajoelina, annonce devant quelque 20 000 partisans la création d'une « Haute autorité de transition », puis plusieurs milliers de manifestants se sont dirigés vers le palais présidentiel avec à sa tête Monja Roindefo, intronisé « premier ministre de transition » par Andry Rajoelina. Les forces de l'ordre ouvrent le feu faisant 31 morts et 86 blessés. Andry Rajoelina appelle sur les ondes de la radio indépendante Viva les forces armées à « défendre le peuple et stopper les soldats qui tirent sur les gens ».

- 8 février 2009 :
  - Au moins 5 000 personnes assistent au culte œcuménique célébré dans un gymnase du centre de la capitale pour rendre hommage aux partisans d'Andry Rajoelina dont 28 ont été tués et 212 ont été blessés la veille par la garde présidentielle. L'ancien président Albert Zafy, opposant affiché de Marc Ravalomanana assiste à cette cérémonie en compagnie de l'archevêque d'Antananarivo, Odon Razanakolona, président du Conseil œcuménique des Églises malgaches (FFKM)[8].
  - L'ONU appelle le gouvernement malgache à traduire en justice les responsables de la mort d'au moins 28 manifestants qui participaient hier à un rassemblement de l'opposition dans la capitale Antananarivo, réprimée par la garde présidentielle alors qu'ils marchaient à l'appel du maire sur le palais présidentiel. L'ONU en appelle aussi au calme dans l'ensemble du pays en proie aux violences depuis le 26 janvier en raison de l'opposition entre les deux hommes forts de Madagascar.

- 9 février 2009 : La presse malgache dénonce de façon unanime la répression de la manifestation du « samedi noir » parlant de « bain de sang », de « carnage » et de « boucherie ». Le quotidien d'opposition La Vérité dénonce dans son éditorial un « bilan tragique, à nul autre pareil de l'histoire de la république malgache ». La ministre de la Défense, Cécile Manorohanta, annonce sa démission après la répression de la manifestation des partisans du maire par la garde présidentielle durant laquelle 28 personnes ont été tuées.

- 11 février 2009 : Le président Marc Ravalomanana a reçu le secrétaire d'État français à la Coopération, Alain Joyandet, venu à Antananarivo avec une délégation de la Commission de l'océan Indien (COI) pour plaider une issue pacifique à la crise.

- 16 février 2009 : 
  - Rassemblement de quelque dix mille partisans d'Andry Rajoelina place du 13-Mai avec comme but d'organiser des sit-in devant les ministères de la capitale malgré les mises en garde du pouvoir. Après Monja Roindefo nommé « premier ministre de la transition », Andry Rajoelina nomme deux autres « ministres », portant à douze le nombre du gouvernement de transition censé aux yeux de l'opposition remplacer le gouvernement actuel. Il demande à « ses » ministres de se rendre dans les ministères du gouvernement pour y travailler, et à ses partisans d'organiser des sit-in devant les ministères[9],[10].
  - Devant le refus des ministères de laisser entrer les ministres de transition, les partisans du maire déchu s'énervent et d'importantes échauffourées ont lieu entre eux et les forces de l'ordre, paralysant la capitale[11].

- 17 février 2009 : 
  - Rassemblement de quelque dix mille partisans d'Andry Rajoelina sur la place du 13-Mai avant de se diriger en cortège et dans le calme vers les ministères de l'Intérieur, des Affaires étrangères et de l'Éducation. Selon leur chef : « La lutte continue. Il faut qu'elle aille jusqu'au bout. Pour prendre les ministères, il y a une organisation à mettre en place afin de distinguer les partisans des casseurs ».
  - Selon la présidence sénégalaise, le président sénégalais, Abdoulaye Wade, « a été sollicité pour une médiation » dans le conflit qui oppose le président malgache, Marc Ravalomanana, au maire d'Antananarivo, Andry Rajoelina, et qui a fait une centaine  de morts depuis fin janvier : « Le président Wade accueille favorablement cette demande de médiation et appréciera la suite qu'il convient de lui donner en tenant compte du dénouement des initiatives de paix actuellement en cours ».

- 19 février 2009 : Quatre des ministres du gouvernement de transition, nommés par Andry Rajoelina, ont réussi après plusieurs tentatives à occuper leurs ministères respectifs. Finalement, ils ont pu accéder sans problème et sans heurt aux ministères de l'intérieur, de la sécurité intérieure, de l'éducation et de l'aménagement du territoire. Ils ont immédiatement fait changer les serrures des bâtiments quasiment désertés par leurs fonctionnaires et fait sécuriser les lieux. Quelque vingt mille partisans ont soutenu les opérations d'occupation. À la suite de ces évènements, le président Marc Ravalomanana, confronté à cette grave crise politique, a nommé l'ancien préfet de police de la capitale comme nouveau ministre de l'intérieur, précisant que le précédent était remplacé pour « raisons de santé ».

- 20 février 2009 : Les forces de sécurité commandées par le nouveau ministre de l'intérieur du président Marc Ravalomanana ont réussi à reprendre vers 3h00 du matin et sans violence le contrôle des quatre ministères occupés depuis la veille par des partisans du maire destitué d'Antananarivo.

- 21 février 2009 :  Le président Marc Ravalomanana et le chef de l'opposition Andry Rajoelina,  se sont rencontrés dans un immeuble appartenant à l'église, et ont discuté pendant une heure pour tenter de trouver une solution dans leur lutte pour le pouvoir. Andry Rajoelina demande depuis un mois la démission du président, qu'il accuse de corruption et de dérives autocratiques. Au moins 125 personnes sont mortes dans les violences liées à ce conflit. Les deux rivaux se sont engagés à se rencontrer à nouveau et à ne pas « inciter à des troubles », mais aussi à « ne pas procéder à des arrestations pour motifs politiques ».

- 27 février 2009 : Deux personnes sont mortes lors de la dispersion par les forces de l'ordre d'un rassemblement de l'opposition à Fianarantsoa (sud).

### Mars 2009
- 1er mars 2009 : Andry Rajoelina invite ses partisans à manifester quotidiennement à compter de lundi jusqu'à la démission du président Marc Ravalomanana. Il exclut de poursuivre les discussions entamées pour mettre fin à la crise politique et assure que le président ne résistera pas plus de quelques mois à la colère de ses concitoyens, affirmant qu'aucun gouvernement n'a jamais résisté à la pression de la place du 13 mai, épicentre de la plupart des mouvements populaires que l'ancienne colonie française a connu depuis son indépendance, en 1960. Outre son lourd bilan humain — les troubles ont fait 125 morts — la crise a déjà eu de profondes répercussions sur l'économie de l'île[12].

- 2 mars 2009 : Andry Rajoelina, appelle à la grève générale dans tout le pays à partir alors que le dialogue politique entre les deux camps est au point mort. D'un côté, Andry Rajoelina, président autoproclamé d'une « Haute Autorité de transition », répète que la démission de Marc Ravalomanana est une exigence non négociable et recherche l'appui des provinces. De l'autre, le président malgache, réélu en 2006, met en avant la légalité de son pouvoir et semble miser sur un essoufflement de la mobilisation. Dotées d'équipements neufs, les forces de l'ordre sont davantage visibles dans les rues de la capitale.

- 4 mars 2009 : 
  - Le président Marc Ravalomanana annonce sa décision de « rétablir l'ordre […] les forces de l'ordre vont prendre leurs responsabilités, les magistrats vont faire appliquer la loi ». Des manifestants se sont heurtés aux forces de l'ordre et avant d'être dispersés à coups de grenades lacrymogènes. Le président souhaite également rétablir son assise sur les médias locaux.
  - Des affrontements entre les manifestants et les forces de l'ordre à Ambositra [environ 200 km au sud de la capitale), causent la mort de 2 personnes et font 9 blessés dont 3 policiers. Depuis le 26 janvier, quelque cent personnes sont mortes dans les diverses violences et manifestations.

- 6 mars 2009 : Quelque 500 élèves internes au lycée français d'Antananarivo qui étaient bloqués par des partisans de l'opposition à l'extérieur, ont été évacués de l'établissement par bus. Le lycée qui compte environ 1 500 élèves dont une majorité de Français et de bi-nationaux franco-malgaches, se situe à quelques centaines de mètres de la résidence du leader de l'opposition Andry Rajoelina aux environs de laquelle la tension est vive.

- 7 mars 2009 : L'opposant Andry Rajoelina est obligé de se cacher en lieu sûr pour sa protection immédiate.

- 8 mars 2009 : Une mutinerie a éclaté  dans un important camp militaire situé près de la capitale Antananarivo. Des soldats ont affirmé qu'ils n'obéiraient plus aux ordres du régime du président Marc Ravalomanana. Craignant une attaque de la garde présidentielle, ils ont érigé des barricades sur les routes avoisinantes. Le camp des mutins, qui abrite le Corps d'armée des personnels et des services administratifs et technique, considéré comme le « poumon de l'armée malgache », est situé dans le district de Soanierana, à environ 6 km du centre la capitale.

- 9 mars 2009 :  L'opposant Andry Rajoelina s'est « placé sous la protection des Nations unies dans une résidence diplomatique » depuis vendredi soir. Plusieurs centaines de partisans du président Marc Ravalomanana manifestent devant l'ambassade de France pour protester contre la protection accordée par Paris à Andry Rajoelina.

- 10 mars 2009 : 
  - Le chef d'état-major de l'armée donne 72 heures aux forces politiques pour mettre un terme à la crise qui agite le pays. En l'absence de décision claire à l'issue de ces 72 heures, l'armée fera fonctionner les affaires du pays : « Nous promettons de ne prendre aucun parti-pris et invitons les décideurs politiques, toutes les forces politiques, la société civile, et les représentants des diverses forces vives dans le pays, à se réunir immédiatement et à se mettre d'accord pour apporter une solution dans un délai de soixante-douze heures afin de faire sortir le pays de la crise »[13].
  - Le président Marc Ravalomanana, reconnait « avoir fait des erreurs » et se dit désormais « prêt à écouter ».
  - Des assises nationales pour trouver une issue à la crise doivent se tenir de jeudi à samedi dans la capitale. Mais, selon le porte-parole d'Andry Rajoelina, l'opposant boycottera les « assises nationales » de sortie de crise, « c'est un refus catégorique » pour trois raisons avancées : il considère en premier lieu que le Conseil des Églises malgaches, médiateur dans le conflit, « n'est pas crédible pour organiser ce genre d'assises », ensuite, « le climat n'est pas serein pour organiser une telle réunion » et enfin, il considère que « tout est monté de toutes pièces » dans ces assises. Finalement, il réaffirme que le président Marc Ravalomanana « devait quitter le pouvoir ».
  - Le ministre de la Défense, le vice-amiral Mamy Ranaivoniarivo, annonce sa démission.
  - L'opposant Andry Rajoelina qui avait trouvé refuge à la résidence de l'ambassadeur de France, finit par la quitter au matin pour être transféré vers l'évêché. Le ministère des Affaires étrangères affirme que la décision des Nations unies de placer Andry Rajoelina sous la protection d'une mission diplomatique « avait reçu l'accord du président Ravalomanana ».

- 11 mars 2009 : Le nouveau chef d'état-major de l'armée malgache, André Andriarijaona, prend ses fonctions sur fond de dissensions au sein des forces de sécurité en remplacement du général Edmond Rasolofomahandry. Il a été désigné par ses pairs alors qu'il est normalement nommé par le président, et déclare : « La négociation avec le général [Rasolofomahandry] s'est passée dans une fraternité digne de l'armée; maintenant tous les corps qui sont à Madagascar sont derrière moi, et notre cohésion n'est pas touchée; nous allons la tenir jusqu'à la fin de toutes nos forces pour l'unité de l'armée malgache ».

- 13 mars 2009 : 
  - La radio privée du président Marc Ravalomanana, menacé par la sédition d'une partie de l'armée, lance un appel au peuple : « Le président appelle le peuple de Iavoloha à s'organiser pour contrarier tous les mouvements de troupes de mutins vers le palais afin de protéger le président et le palais ».
  - Selon le colonel Noël Rakotonandrasa, porte-parole des mutins : Les chars doivent permettre d'intercepter tous les mercenaires qui viendraient ici, déclarant que leur présence est une mesure stratégique de précaution.

- 14 mars 2009 : 
  - Le « premier ministre » nommé par l'opposition malgache, après avoir pris possession des bureaux du chef du gouvernement à Antananarivo, déclare que le président Marc Ravalomanana et son gouvernement étaient « déchus de leurs fonctions » et prend l'engagement « d'organiser des élections présidentielle et législatives » dans les « 24 mois ».
  - L'opposant Andry Rajoelina, qui vivait caché depuis le 5 mars, est réapparait publiquement devant plusieurs milliers de partisans rassemblés à Antananarivo peu après que son mouvement eut affirmé avoir pris le pouvoir à Madagascar. Dans une interview donnée à sa résidence, il affirme qu'il « commande » désormais l'armée « dans tout Madagascar ».

- 15 mars 2009 : Le président Marc Ravalomanana affirme, devant 5 000 partisans rassemblés pour un culte religieux devant le palais présidentiel, qu'il ne démissionnera « jamais » de la présidence de Madagascar, évoquant un référendum pour régler la crise politique qui a fait plus de 130 morts depuis fin janvier.

- 16 mars 2009 : 
  - L'armée a donné l'assaut et investi les bureaux de la présidence et ceux de la banque centrale à Antananarivo. Le président Marc Ravalomanana est retranché dans le palais d'Iavoloha, situé à une douzaine de kilomètres de la capitale et protégé par la garde présidentielle mais dont une partie a fait défection[14]. Selon son porte-parole, le président Ravalomanana est déterminé à ne pas céder le pouvoir, et a discuté d'un éventuel soutien militaire avec les Nations unies et les États d'Afrique australe.
  - Le chef de l'opposition, Andry Rajoelina, lors d'un rassemblement sur la place du 13-Mai, demande « aux forces de l'ordre d'exécuter sans retard  » un « mandat d'arrêt » pour « haute trahison » visant le président, au titre d'un « mandat » qui venait d'être annoncé par la « ministre de la justice » du gouvernement d'opposition. Par la suite, lors d'une interview donnée à Reuters il déclare : « À l'heure actuelle, Ravalomanana n'a pas de pouvoir […] beaucoup de choses vont se passer dans les prochaines 48 heures ». Il dit aussi refuser un référendum.
  - Le Conseil de paix et de sécurité de l'Union africaine, réunie d'urgence à Addis-Abeba, prévient l'opposition et l'armée malgaches qu'elle condamnerait toute prise illégale du pouvoir : « Si l'opposition veut s'emparer du pouvoir sans avoir rempli les obligations légales et constitutionnelles, ce sera un coup d'État et nous condamnerons ».

- 17 mars 2009 : 
  - Le président Marc Ravalomanana se trouve toujours dans le palais présidentiel d'Iavoloha à une douzaine de kilomètres d'Antananarivo. Ses gardes et ses partisans forment un véritable bouclier humain sur les routes qui conduisent à ce palais. Il juge « disproportionnée » l'intervention des militaires qui ont pris d'assaut le bâtiment présidentiel du centre de la capitale et estime que le « problème pourrait être résolu s'il y avait une volonté des deux côtés ».
  - Le président de la Commission de l'Union africaine, Jean Ping demande à l'armée malgache de ne pas transférer le pouvoir à l'opposition : « Si les militaires remettent le pouvoir au maire, ce ne sera pas constitutionnel »  estimant que ce pourrait alors être considéré comme un coup d'État. Constitutionnellement, Andry Rajoelina, 34 ans, est trop jeune pour briguer un mandat présidentiel, les textes précisant que le candidat doit être âgé de 40 ans ou plus.
  - Le chef de l'opposant Andry Rajoelina, s'est proclamé président de la République Malgache « à la tête d'un gouvernement de transition » après que le directoire militaire, mis en place dans la journée, lui eut transmis par ordonnance les « pleins pouvoirs » : « M. Ravalomanana a déjà démissionné, le premier ministre et son gouvernement ont aussi démissionné […] Donc vous pouvez m'appeler "Président" [… Il] ne faut pas qu'il y ait un vide dans le pays […] Nous sommes dans une situation exceptionnelle, il faut aussi des mesures exceptionnelles […] C'est le peuple qui donne le pouvoir, c'est le peuple qui reprend le pouvoir. Nous répondons à cette demande de me mettre à la tête de la transition ». Il a également promis une élection présidentielle qui doit avoir lieu « d'ici vingt-quatre mois »[15].

- 18 mars 2009 : 
  - Le nouveau président Andry Rajoelina, dont son arrivée à la tête d'un gouvernement de transition a été avalisée par la Haute Cour constitutionnelle, a réaffirmé qu'il souhaitait l'arrestation et la comparution devant la justice de l'ancien président, Marc Ravalomanana. Il a aussi déclaré qu'un certain nombre de « ministres suspects » de l'ancien gouvernement avaient interdiction de quitter le territoire.
  - Le président de la Communauté de développement d'Afrique australe, le Sud-Africain Kgalema Motlanthe, a déclaré que la situation est « triste et inacceptable », le SADC « n'approuvera jamais, chez aucun de ses États membres, un transfert de pouvoir anticonstitutionnel aux dépens d'un gouvernement démocratiquement élu ».

- 19 mars 2009 : 
  - Le nouveau président Andry Rajoelina organise son pouvoir en décrétant la suspension des activités de l'Assemblée nationale et du Sénat, ainsi que la création d'une « haute autorité pour la transition vers la IVe République ». Il a aussi annulé l'accord de cession de 1,3 million d'hectares de terres non cultivées pour produire de l'huile de palme et du maïs, ce qui avait alimenté la colère contre son prédécesseur et l'a forcé à la démission : « Si on veut vendre des terres à Madagascar il faut changer la Constitution et consulter la population ».
  - À la suite de sa réunion extraordinaire consacrée à la situation à Madagascar, la SADC refuse de reconnaître le nouveau président Andry Rajoelina et estime que sa nomination « viole non seulement la  Constitution de Madagascar mais aussi les principes internationaux comme les protocoles de la SADC, de l'UA et des Nations unies ». Elle appelle à un retour « à l'État constitutionnel et de droit dans les plus brefs délais ».

- 20 mars 2009 : L'Union africaine suspend Madagascar de ses instances après la prise du pouvoir par l'opposant Andry Rajoelina. Le président du Conseil de sécurité de l'UA, Bruno Nongoma Zidouemba déclare : « Le conseil estime que ce qui s'est produit à Madagascar entre dans la définition d'un changement de gouvernement non constitutionnel […] Le conseil a donc décidé de suspendre la participation de Madagascar aux instances et organes de l'UA ».

- 21 mars 2009 :  
  - Quelque 300 personnes se sont rassemblées ce matin dans les jardins d'Ambohijatovo au centre d'Antananarivo, pour protester contre la prise de pouvoir d'Andry Rajoelina, qui doit être officiellement installé dans la journée comme président de la Haute autorité de transition. Ils déclarent vouloir protester contre « la violence du terrorisme de TGV », surnom d'Andry Rajoelina pour son caractère fonceur.
  - Andry Rajoelina, président de la « Haute autorité de la transition » malgache, a prêté serment et, pour rassurer la communauté internationale hostile à son régime, s'est engagé à « appliquer les règles de la bonne gouvernance ». Aucun chef d'État étranger n'y a assisté, aucun diplomate ne s'y est rendu, alors que s'accumulent les condamnations.
  - Le secrétaire général de l'Organisation internationale de la francophonie, Abdou Diouf, estime que « l'ensemble du processus », d'accès au pouvoir à Madagascar d'Andry Rajoelina, « est entaché d'illégalité et constitue une rupture de l'ordre constitutionnel »  était « entaché d'illégalité ». Il « appelle les autorités de fait à prendre d'urgence toutes les mesures nécessaires à un retour rapide à l'ordre constitutionnel et démocratique […], et permettre la tenue dans les meilleurs délais d'élections libres, fiables et transparentes […] Il invite avec insistance au plein respect des droits et des libertés fondamentaux et à la protection des biens et des personnes, impliquant notamment la garantie de la sécurité du Président Marc Ravalomanana et de ses proches ».

- 22 mars 2009 : Lors de sa première réception, le nouveau président de la Haute Autorité de transition Andry Rajoelina déclare devant les représentants de plusieurs journaux internationaux : « Ce n'est pas du tout un coup d'État […] Il ne faut pas qu'il y ait un vide. Il faut que quelqu'un gère le pays ».

- 23 mars 2009 : Plusieurs milliers de personnes se sont rassemblées dans les jardins d'Ambohijatovo, dans le centre de la capitale pour dénoncer la prise de pouvoir « illégale » d'Andry Rajoelina et réclamer le retour de l'ex-président Marc Ravalomanana : « Avereno dadanai, avereno Ravalo » ("Reviens le père, reviens Ravalomanana"). Le député Andrianatoandro Raharinaivo, porte-parole du parti TIM de l'ex-président déclare : « Nous estimons que l'accession (au pouvoir) d'Andry Rajoelina est illégale et la communauté internationale est d'accord avec nous […] Aujourd'hui, nous lançons à l'endroit de la communauté internationale que c'est un coup d'État.

- 24 mars 2009 : 
  - L'ex-président déchu Marc Ravalomanana, qui avait disparu depuis une semaine, se trouverait au Swaziland où se tiendra la semaine prochaine un sommet de la Communauté de développement d'Afrique australe.
  - Le nouveau gouvernement annonce la tenue d'une assise nationale en vue de l'organisation d'une élection présidentielle, en présence notamment des partis politiques, les 2 et 3 avril prochains : « L'assise va essayer de déterminer la date pour l'organisation et la tenue de l'élection présidentielle et l'élaboration du code électoral ».

- 25 mars 2009 : Réfugié au Swaziland, l'ex-président Marc Ravalomanana exhorte ses partisans à « sauver la Nation », qualifiant de "coup d'État" l'arrivée au pouvoir d'Andry Rajoelina, dans son premier message public depuis sa démission diffusé à Antananarivo.

- 27 mars 2009 : Le président déchu Marc Ravalomanana promet à ses partisans, qui manifestent quotidiennement, de les revoir « bientôt » : « N'ayez crainte, je reviendrai bientôt. Nous serons réunis pour travailler pour la réussite […] Poursuivez et renforcez le mouvement que nous menons [pour que] le monde entier l'entende parce que les Malagasy feront tout jusqu'à ce que la légalité soit rétablie ».

- 28 mars 2009 : Trente-quatre personnes ont été blessées lors de la dispersion d'une manifestation qui a rassemblé entre 15 000 et 20 000 personnes en faveur de l'ancien président Marc Ravalomanana. Les manifestants s'étaient rassemblés à la mi-journée sur la « Place de la démocratie ».

- 30 mars 2009 : 
  - Environ 15 000 partisans du président déchu de Madagascar, Marc Ravalomanana, se sont à nouveau rassemblés dans le calme à sur la place de la Démocratie à Antananarivo pour réclamer son retour à la tête du pays. Les organisateurs ont appelé à la foule à ne pas se rendre sur la place du 13-Mai, située à quelques centaines de mètres de là, samedi, 34 manifestants pro-Ravalomanana y avaient été blessés, dont plusieurs par balles, par les forces de l'ordre qui leur en bloquaient l'accès.
  - Les dirigeants d'Afrique australe décident d'exclure Madagascar de leur organisation jusqu'au retour de l'ordre constitutionnel dans ce pays, en signe de protestation contre la prise de pouvoir d'Andry Rajoelina.

### Avril 2009
- 3 avril 2009 : Après deux jours de travaux, le rapport final des Assises nationales proposent : « Concernant les calendriers électoraux, sous réserve de l'adoption du projet de Constitution […] les assises recommandent les échéances suivantes : une conférence nationale avant le 26 juin, un référendum constitutionnel en septembre, une élection présidentielle en octobre 2010 ». Des élections législatives sont également annoncées pour mars 2010, le nouveau régime ayant suspendu le Parlement. Selon le président de la Haute Autorité de transition, Andry Rajoelina, ces assises « marquent le coup d'envoi du renouveau démocratique et préfigurent déjà la force de la démocratie que nous voulons sauver à Madagascar ». Le texte final ne précise cependant pas si le président malgache déchu, Marc Ravalomanana, ou si Andry Rajoelina, seront autorisés à participer à cette élection. D'après l'actuelle Constitution, un candidat à la présidence doit avoir au moins 40 ans, alors que ce dernier n'en a que 34 aujourd'hui.

- 6 avril 2009 : 
  - L'ancien président Marc Ravalomanana est arrivé à Addis-Abeba pour des consultations avec les autorités éthiopiennes et les responsables de l'Union africaine. Il doit rencontrer le premier ministre éthiopien, Meles Zenawi et le président de la Commission de l'Union africaine, Jean Ping qui a une nouvelle fois souligné « l'impératif du retour rapide à l'ordre constitutionnel à Madagascar ».
  - Une très forte tempête tropicale, nommée « Jade », balaie la côte est de Madagascar et la région d'Analanjirofo.

- 9 avril 2009 : 
  - Le président déchu Marc Ravalomanana promet par téléphone à plusieurs milliers de ses partisans rassemblés place de la Démocratie à Antananarivo comme presque chaque jour depuis l'installation le 21 mars d'une Haute Autorité de Transition (HAT) dirigée par Andry Rajoelina, de « revenir le plus vite possible » au pays.
  - Raharinaivo Andrianantoandro, porte-parole du parti de Marc Ravalomanana, déclare avoir été contacté par le nouveau régime pour entamer des discussions.
  - Le premier bilan des dommages de la tempête tropicale de lundi fait état de 33 800 sinistrés et d'au moins 8 morts.

- 10 avril 2009 : Selon le Bureau national de gestion des risques et des catastrophes (BNGRC), le bilan provisoire de la tempête tropicale « Jade » de lundi se monte à 9 personnes tuées et 36 319 sinistrés.

- 16 avril 2009 :  Le président déchu, Marc Ravalomanana, désigne un nouveau Premier ministre « légal ». Réfugié au Swaziland, il l'annonce par téléphone à ses partisans réunis à Antananarivo : « Je viens de nommer M. Manandafy Rakotomirina, premier ministre. Il est le premier ministre légal. Nous espérons, et le monde entier aussi, qu'il accomplira son devoir pour le retour de la paix et surtout le bien être du peuple malgache ».

- 17 avril 2009 : Afin de relancer le tourisme durement frappé par la grave crise politique et sociale, le ministère du Tourisme instaure jusqu'au 31 décembre la gratuité du visa pour les touristes séjournant moins de trente jours dans le pays. Il coûtait jusqu'ici environ 60 euros. Selon le président de la Fédération des Hôteliers et Restaurateurs de Madagascar (FHORM), Éric Koller : « Le but est de dire que Madagascar se rouvre au tourisme, et de répondre à l'île Maurice » qui a supprimé cette année son droit de visa touriste. Madagascar a accueilli 378 000 touristes en 2008, en majorité des Français, générant l'équivalent de 393 millions de dollars (environ 298 millions d'euros) de recettes en devises étrangères. Ce secteur représente 25 000 emplois directs et beaucoup plus d'emplois indirects (artisanat, transporteurs, etc).

- 20 avril 2009 : La manifestation quotidienne des partisans du président évincé, Marc Ravalomanana tourne à l'affrontement avec les forces de l'ordre dans la capitale, à coups de grenades lacrymogènes et de tirs de sommation. Les combats de rue ont fait un mort et au moins 12 blessés, dont sept grièvement, cinq en réanimation et deux en neurologie.

- 23 avril 2009 : Nouveaux affrontements entre forces de l'ordre et partisans du président évincé Marc Ravalomanana, qui ont érigé des barrages dans le centre de la capitale malgache, faisant au moins 36 blessés. La gendarmerie avait bloqué l'accès du parc du centre-ville d'Antananarivo où les « légalistes » se réunissent quasi quotidiennement. Un policier est grièvement blessé, et son arme a été dérobée. Quatre parlementaires du mouvement ont été interpellés dans la journée en marge du rassemblement.

- 25 avril 2009 : Retour d'exil de Pierrot Rajaonarivelo, qui fut vice-premier ministre  dans le régime de l'ancien président en exil Didier Ratsiraka (1975-1993 et 1997-2002). Il avait quitté Madagascar à l'issue de la crise politique de 2002, qui avait vu l'accession au pouvoir de Marc Ravalomanana et la chute de Didier Ratsiraka.

### Mai 2009
- 12 mai 2009 : Le nouveau président Andry Rajoelina aurait annoncé à un groupe de diplomates « qu'il ne se présenterait pas aux prochaines élections présidentielles », mais l'information a été rapidement démentie. La date d'organisation de cette consultation demeure très incertaine, le gouvernement ayant refusé le 1er mai de prendre un engagement de l'organiser avant la fin de l'année, comme le souhaitent les chancelleries occidentales.

- 27 mai 2009 : L'ancien président évincé, Marc Ravalomanana, en exil en Afrique du Sud, accuse la France de « soutenir » Andry Rajoelina et dans le but de « coloniser à nouveau » Madagascar : « Madagascar est actuellement dirigé par des groupes de bandits qui ont des noirs desseins, conduits par Andry Rajoelina et soutenus par les Français et leur clique […] Leur objectif est de coloniser à nouveau Madagascar et d'asservir le peuple malgache ».

### Juin 2009
- 3 juin 2009 : L'ancien président Marc Ravalomanana est condamné par contumace à quatre ans de prison pour « conflit d'intérêts » dans l'achat d'un avion présidentiel. Ce dernier la juge « sans valeur ».

- 8 juin 2009 : Lors de la réunion de la Comesa, le grand marché commun de l'Afrique australe et de l'Est, la possibilité d'une intervention militaire pour rétablir la démocratie à Madagascar a été évoquée. Dans le communiqué final publié à l'issue d'un sommet tenu à Victoria Falls (nord-ouest du Zimbabwe), les 19 pays membres du Comesa ont déclaré qu'ils soutenaient les « efforts pour rétablir l'ordre constitutionnel à Madagascar en examinant toutes les options, y compris la possibilité d'une intervention militaire ». La Comesa, qui ne dispose pas de moyens militaires pour gérer des crises, soutient les efforts de médiation de l'Union africaine (UA) et de la Communauté de développement d'Afrique australe (SADC) pour trouver une solution à la crise malgache[16].

### Juillet 2009
- 3 juillet 2009 : L'organisation Reporters sans frontières s'inquiéte des « pressions et menaces directes » subies par les journalistes malgaches couvrant la crise politique en cours depuis janvier dernier : « Nous sommes inquiets du climat de défiance envers les journalistes qui règne actuellement à Madagascar. La tension politique ne peut excuser les procédés souvent choquants utilisés par les forces de l'ordre contre les professionnels des médias, notamment ceux d'opposition […] Nous demandons au gouvernement d'Andry Rajoelina de mettre fin à ces pratiques, et d'apporter des signes d'apaisement ainsi que des preuves de son respect de la liberté de la presse […] Nous sommes cependant conscients que la crise politique que traverse l'île entraîne parfois des dérives de la part des médias […RSF réitère son] appel à tous les journalistes malgaches en faveur d'un journalisme responsable, débarrassé des prises de position partisanes, et refusant les appels à la violence ou à la haine »[17].

- 19 juillet 2009 : Un homme a été tué et deux autres ont été blessés dans la nuit de samedi à dimanche à Antananarivo par l'explosion dans leur véhicule d'une bombe qu'ils manipulaient. D'autres explosifs ont été découverts dans la capitale par les forces de sécurité. Deux bombes avaient déjà explosé à Antananarivo en juin, sans faire de victimes et d'autres avaient été désamorcées. Les forces de sécurité avaient alors procédé à plusieurs arrestations et accusé des mouvements proches du président évincé Marc Ravalomanana[18].

- 22 juillet 2009 :
  - Un accident ferroviaire, sur la ligne Fianarantsoa-Cote Est, cause la mort de 6 passagers. L'accident, le déraillement d'un wagon, s'est produit « peu avant la gare de Sahambavy, à 21 kilomètres de l'arrivée à Fianarantsoa », « l'origine du déraillement pourrait être un défaut de voie ». La ligne FCE, entrée en activité en 1936, est l'une des deux seules lignes de trains voyageurs en service à Madagascar[19].
  - Le médiateur de la Communauté de développement d'Afrique australe (SADC), l'ancien président mozambicain Joaquim Chissano annonce, en marge d'une réunion du groupe de contact international sur Madagascar, que les quatre mouvances malgaches avaient accepté le « principe » d'une rencontre au Mozambique. Les anciens présidents — Didier Ratsiraka, Albert Zafy et Marc Ravalomanana —  ont chacun une mouvance, de même que Andry Rajoelina.

- 30 juillet 2009 : Le président Andry Rajoelina déclare être prêt à rencontrer le 5 août à Maputo (Mozambique) les  anciens chefs d'État du pays — Didier Ratsiraka, Albert Zafy et Marc Ravalomanana — dans le cadre des efforts des médiateurs internationaux pour un règlement négocié de la crise malgache.

### Août 2009
- 5 août 2009 : Ouverture à Maputo (Mozambique), de négociations entre le président Andry Rajoelina et les anciens chefs d'État du pays — Didier Ratsiraka, Albert Zafy et Marc Ravalomanana — dans le cadre des efforts des médiateurs internationaux pour un règlement négocié de la crise malgache.

- 8 août 2009 : Les leaders malgaches acceptent le principe d'une transition politique et doivent désormais négocier des « questions sensibles », comme le retour au pays du président évincé Marc Ravalomanana et le fait de déterminer « qui va diriger la transition ? qui va être le premier ministre ? ». La transition politique, qui devrait normalement succéder à la HAT et à laquelle devraient participer plusieurs mouvances politiques, doit déboucher sur une élection présidentielle après 15 mois[20].

- 9 août 2009 : Les quatre leaders signent un accord sur une période de transition avec l'instauration d'un nouveau gouvernement composé de 32 ministres et l'organisation d'élections d'ici fin 2010.

- 26 août 2009 : Les négociations sur un gouvernement de transition s'embourbent sur la répartition des postes clés, en particulier du président de la transition et du premier ministre de consensus. L'ancien président évincé, Marc Ravalomanana, comme son successeur, l'actuel homme fort de Madagascar, Andry Rajoelina, revendiquent la présidence de transition[21].

### Septembre 2009
- 4 septembre 2009 : Les principaux chefs militaires refusent « la mise en place d'un directoire militaire », afin que l'armée assure le pouvoir par intérim, comme l'ont demandé trois des quatre forces du pays — les mouvances des ex-présidents Albert Zafy et Didier Ratsiraka et du président évincé, Marc Ravalomanana — face à la persistance de la crise politique et à l'impasse politique sur le choix des dirigeants de la future transition, alors que le délai fixé par la médiation internationale pour un partage temporaire du pouvoir arrive à son terme et que les négociations avec l'actuel homme fort du pays, Andry Rajoelina, semblent totalement bloquées[22].

- 26 septembre 2009 : Le premier ministre Monja Roindefo annonce que le gouvernement va protester auprès du secrétariat général de l'ONU après que le président Andry Rajoelina, a été empêché de s'exprimer à la tribune vendredi.

### Octobre 2009
- 6 octobre 2009 : Les principales mouvances politiques sont parvenues à un accord à Antananarivo sur les noms des dirigeants de la transition malgache, à l'issue d'une réunion du groupe international de contact. Andry Rajoelina, continuera d'assurer la présidence de la transition et Eugène Mangalaza, de la mouvance de l'ex-président Didier Ratsiraka, assurera les fonctions de premier ministre. Cet accord  lève le principal blocage à la mise en œuvre des accords inter-malgaches signés à Maputo le 9 août sous la médiation de la communauté internationale[23].

### Novembre 2009
- 7 novembre 2009 :  Dans la nuit, après plusieurs semaines de négociations, un accord a été conclu sur la constitution d'un gouvernement d'union nationale après dix mois de crise politique. Selon les termes convenus au siège de l'Union africaine à Addis-Abeba, Andry Rajoelina, qui a pris le pouvoir en mars, restera président et sera flanqué de deux coprésidents. Le texte a été signé par le nouveau dirigeant malgache, son prédécesseur déchu Marc Ravalomanana et deux anciens présidents du pays, Didier Ratsiraka et Albert Zafy. Les négociations sur la répartition des ministères devraient débuter dans les prochains jours à Antanarivo. L'accord permettra à Ravalomanana, qui vit en exil en Afrique du Sud, d'installer un proche allié comme coprésident. l'accord prévoit aussi de lever les charges d'abus de pouvoir contre le riche homme d'affaires, ce qui pourrait permettre son retour au pays. Cependant, rien n'est précisé sur la manière dont s'articuleront les rapports entre le président et le « conseil présidentiel ». Les décisions futures pourront être signées par les trois dirigeants. Des élections devront avoir lieu avant la fin 2010[24].

### Décembre 2009
- 8 décembre 2009 : Le président Andry Rajoelina rejette l'accord des leaders des trois autres mouvances malgaches sur la répartition des postes au sein du gouvernement de transition, conclu à Maputo en son absence et qu'il a qualifié d'acte « de haute trahison » qui « porte atteinte à la souveraineté nationale ». Les ex-présidents Marc Ravalomanana, Didier Ratsiraka et Albert Zafy ont établi à Maputo la liste de leurs candidats au gouvernement de transition, conformément à l'accord signé en novembre à Addis Abeba avec Andry Rajoelina et en vertu duquel chaque mouvance devait recevoir six portefeuilles[25].

- 18 décembre 2009 : Le président Andry Rajoelina, nomme par décret et unilatéralement un nouveau « chef du gouvernement de la transition », en la personne de Cécile Manorohanta,  en remplacement d'Eugène Mangalaza, qui avait été désigné par consensus entre les différentes mouvances malgaches. Elle occupait jusqu'à présent les fonctions de vice-première  ministre chargée de l'intérieur. Arrivé en novembre à Antananarivo, Eugène Mangalaza, qui appartenait avant au parti du président évincé Marc Ravalomanana, n'avait jamais pu constituer  son gouvernement, la répartition des postes achoppant entre les mouvances. L'homme fort de Madagascar annonce aussi son intention d'organiser des élections législatives le 20 mars afin d'élire une Assemblée constituante, enterrant de fait le processus de réconciliation.

- 22 décembre 2009 : Les forces de sécurité loyales à Andry Rajoelina, ont réprimé un cortège d'une centaine d'opposants en utilisant des gaz lacrymogènes, faisant 7 blessés et arrêtant 13 personnes à Antananarivo.

- 26 décembre 2009 : Mort à Antananarivo de Jacques Sylla (né en 1946), ancien premier ministre (2002-2007) et président de l'Assemblée nationale (2007-2009)  des suites d'une longue maladie.